# Matthias Freise
Matthias Freise (* 1957 in Hannover) ist ein deutscher Literaturwissenschaftler und Slawist.

## Leben
Matthias Freise studierte Slavische Philologie, westslavische Philologie und Philosophie an der Universität Hamburg. Er war Mitarbeiter von Wolf Schmid am Slavischen Seminar dort. Nach der Promotion mit einer Arbeit zu Michail Bachtins philosophischer Ästhetik der Literatur 1992 war er wissenschaftlicher Assistent und Oberassistent am Institut für Slavistik der Universität Oldenburg. Nach der Habilitation mit einer Arbeit zur Prosa Anton Tschechows war er Fachkoordinator Literaturwissenschaft und Projektleiter am Geisteswissenschaftlichen Zentrum Geschichte und Kultur Ostmitteleuropas in Leipzig. Er nahm einen Ruf auf eine Professur für Slawische Literatur- und Kulturwissenschaft an der Universität Salzburg an. Seit 2003 lehrt er als Professor für Slavische Literaturwissenschaft an der Universität Göttingen.
Seine Forschungsinteressen sind Symbolismus und Avantgarde in den slavischen Literaturen, Literatur- und Kulturtheorie, komparatistische Fragestellungen sowie speziell die Autoren F.M. Dostoevskij, Anton Cechov, M. Ju. Lermontov, Karel Capek, Bruno Schulz, Czeslaw Milosz und Aleksander Wat. Er ist Mitherausgeber der Zeitschrift Germanoslavica und Mitglied der American Chekhov Society, der International Dostoevsky Society, der Karl-Lamprecht-Gesellschaft für Universalgeschichte und der Societas Jablonoviana.
Freise publiziert in deutscher, russischer, polnischer, tschechischer und bulgarischer Sprache.
Matthias Freise ist mit der ebenfalls an der Universität Göttingen beschäftigten Slavistin Dr. Katja Freise, ihres Zeichens Koordinatorin des Studiengands Weltliteratur, verheiratet. Freise ist zudem Vater von fünf Kindern.
Freise rief den Monobachelor-Studiengang Weltliteratur ins Leben – eine Besonderheit ist, dass Matthias Freise infolgedessen, obschon von Haus aus Slavist, auch Seminare beispielsweise zur französischen, spanischen und japanischen Literatur bestreitet.

## Schriften (Auswahl)
- Michail Bachtins philosophische Ästhetik der Literatur. Frankfurt am Main 1993, ISBN 3-631-45673-5.
- Die Prosa Anton Čechovs. Eine Untersuchung im Ausgang von Einzelanalysen. Amsterdam 1997, ISBN 90-420-0336-7.
- Slawistische Literaturwissenschaft. Eine Einführung. Tübingen 2012, ISBN 978-3-8233-6618-8.
- Czesław Miłosz und die Geschichtlichkeit der Kultur. Tübingen 2014, ISBN 978-3-8233-6670-6.